# Черепаха (озеро, Волинська область)
Черепаха — озеро у Турійському районі Волинській області. Водойма розташована за межами населеного пункту, на відстані 1,39 км від села Соловичі.

## Короткий опис
Площа водного плеса озера 3,40 га. Максимальна глибина водойми недосліджена. Об'єм води — 340 тис. м3.

## Утворення
Озеро має карстове походження. Виникло після відходу льодовика.

## Гідрологія
Входить до басейну р. Прип'ять.

## Охорона
Має 100 метрів прибережної захисної смуги згідно Водного Кодексу.

## Господарське використання
- Рекреація. Озеро входить у Перелік об'єктів туристичної інфраструктури Турійського району[2]. Біля озера виокремлена зона відпочинку з послугами проживання, яка знаходиться у зоні відповідальності Соловичівської сільської ради. Туристам пропонують збирання грибів та ягід, ознайомлення з роботою сільської ферми, технологією випікання домашнього, хліба, консервування.
- Рибогосподарські потреби.
- Любительське рибальство. Основні об'єкти аквакультури: карась сріблястий, плітка, краснопірка, окунь, щука, лин.